# Mernel
Mernel (auf Gallo Merenèu, auf Bretonisch Merenell) ist eine französische Gemeinde mit 1.017 Einwohnern (Stand 1. Januar 2022) im Département Ille-et-Vilaine in der Region Bretagne. Sie gehört zum Arrondissement Redon und zum Kanton Guichen. Die Bewohner nennen sich Mernellois.

## Geografie
Die Gemeinde Mernel liegt auf ca. 70 Metern über dem Meer am Fluss Combs, 35 Kilometer südwestlich der Innenstadt von Rennes. Sie grenzt im Süden, im Westen und im Norden an Maure-de-Bretagne, im Nordosten an La Chapelle-Bouëxic und im Südosten an Guignen.

## Bevölkerungsentwicklung
| Jahr                       | 1962 | 1968 | 1975 | 1982 | 1990 | 1999 | 2008 | 2013 | 2020 |
| Einwohner                  | 557  | 639  | 636  | 727  | 702  | 754  | 958  | 1029 | 1006 |
| Quellen: Cassini und INSEE |      |      |      |      |      |      |      |      |      |

## Sehenswürdigkeiten

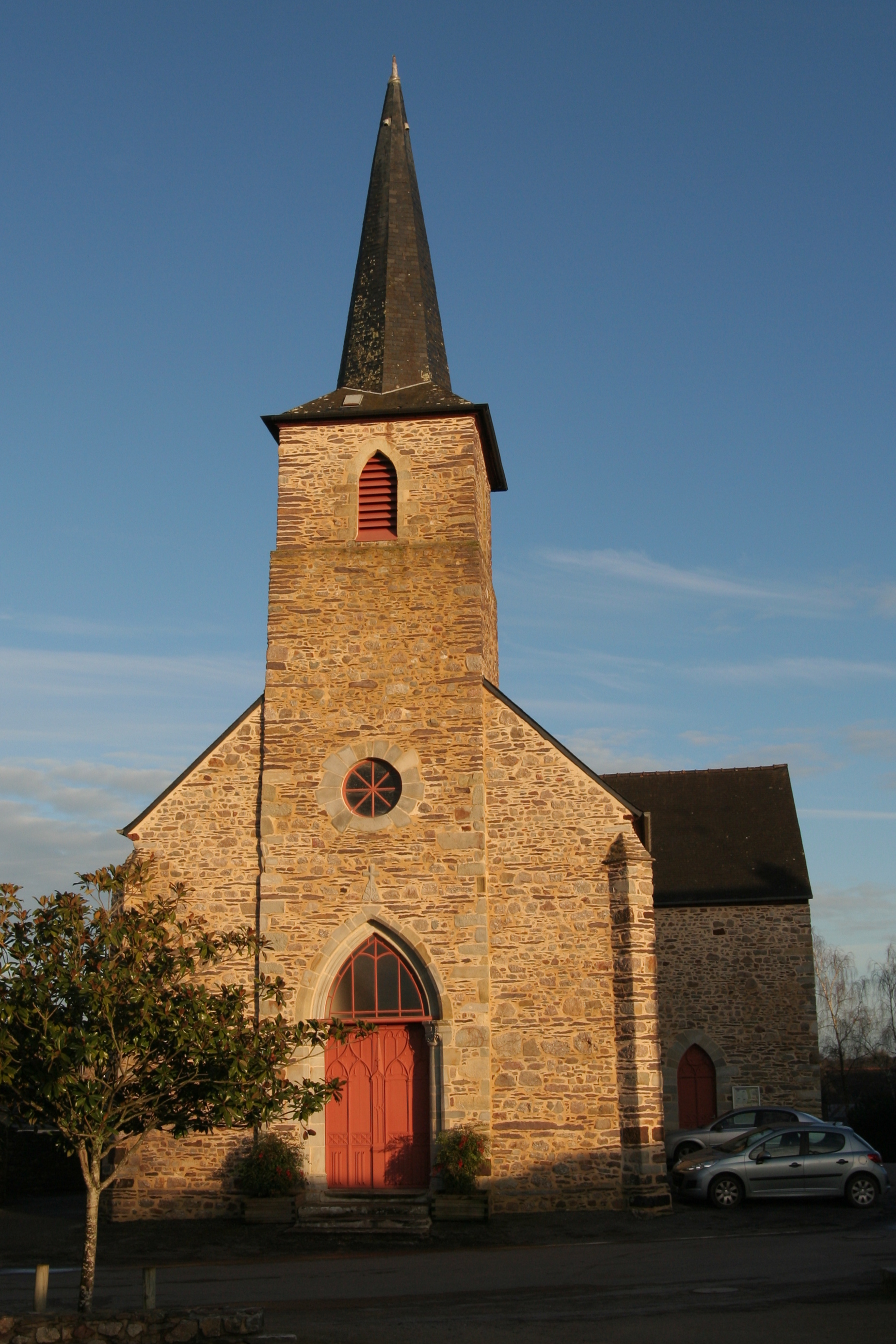
Kirche Saint-Étienne
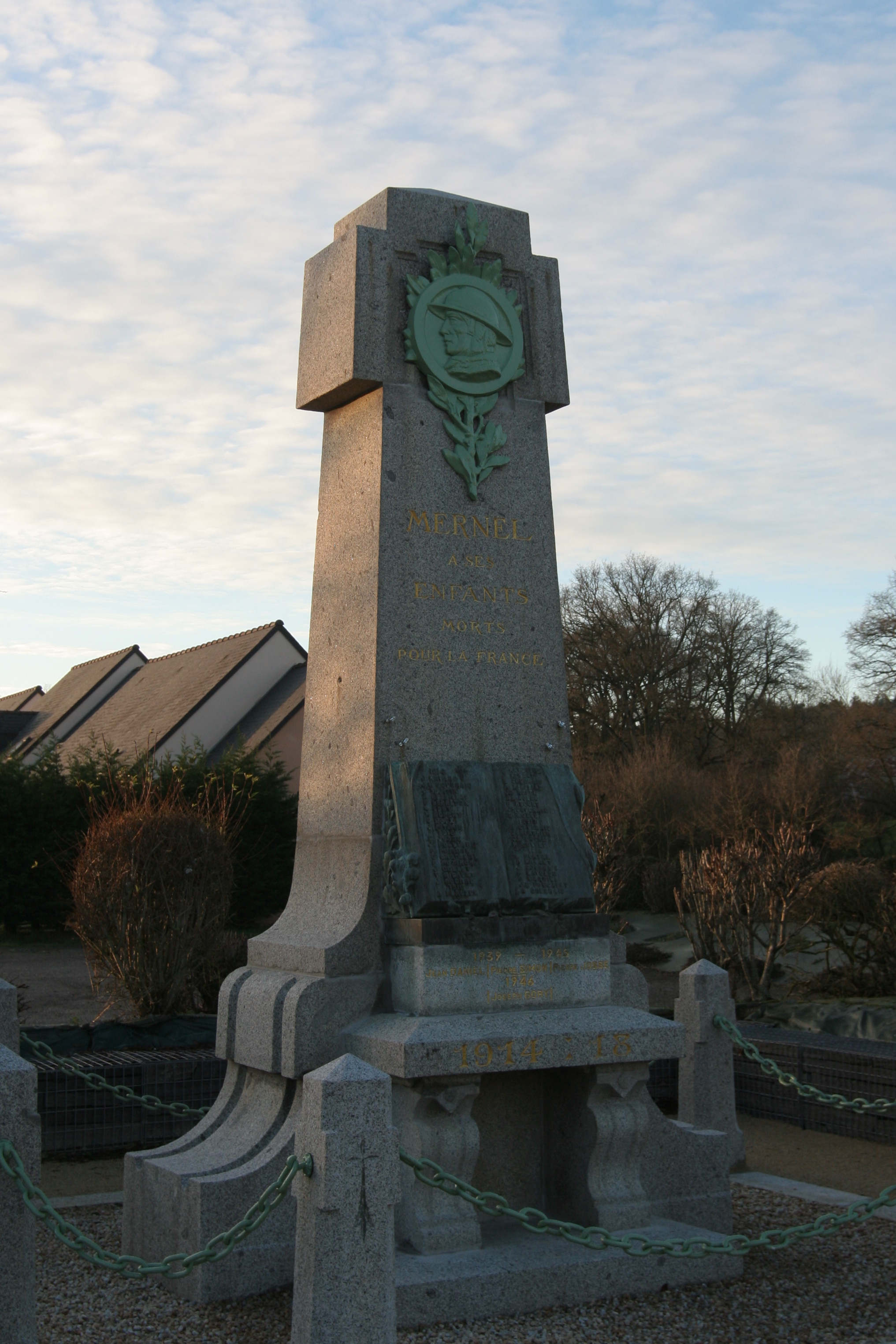
Gefallenendenkmal

- Kirche Saint-Étienne
- Gefallenendenkmal